# Querschnittsmaterie
Unter einer Querschnittsmaterie (bisweilen auch: Querschnittsgebiet) versteht man in der Rechtswissenschaft einen Gegenstand, der von mehreren rechtswissenschaftlichen Fächern bearbeitet wird. Dem entsprechen gegebenenfalls im Öffentlichen Recht mehrere Kompetenztatbestände bei der Rechtsetzung und bei der Ausführung der Gesetze durch die öffentliche Verwaltung, und es können verschiedene Gerichte bzw. Gerichtsbarkeiten für Streitigkeiten aus dem betreffenden Bereich zuständig sein. Mitunter spricht man dann auch von einer „komplexen Materie“, weil es hier an einer einheitlichen gesetzlichen Regelung fehlt.

## Definition
Ein Rechtsgebiet, das sich als Querschnittsmaterie darstellt, vereint mehrere klassische Materien unter einem einheitlichen Gesichtspunkt. Querschnittsmaterien sind oft „schwer abzugrenzen“ und „in vielfältiger Weise mit anderen Rechtsmaterien verzahnt“; sie werden selbst vom Problem oder von ihrer spezifischen Sichtweise auf das Sachgebiet her definiert.

## Beispiele
Typische Beispiele für Querschnittsmaterien sind das Wirtschaftsrecht, das Sozialrecht, das Medienrecht, das Familienrecht, das Umweltrecht, das Bibliotheksrecht, das Seniorenrecht, oder auch die Regelungen über das Staatsvermögen.
Die praktischen Folgen des Vorliegens einer Querschnittsmaterie kann man etwa am Verbraucherrecht veranschaulichen. Unter diesem Oberbegriff werden Regelungen aus ganz verschiedenen Rechtsgebieten und Lebensbereichen zusammengefasst. Der Begriff des Verbrauchers wurde europarechtlich in mehreren Richtlinien sowie durch die Rechtsprechung des Europäischen Gerichtshofs definiert. Diese Begriffsbestimmung ist im deutschen Recht in § 13 BGB umgesetzt worden. Sie gilt nicht nur für das bürgerliche Recht des BGB, sondern auch für eine Vielzahl anderer privatrechtlicher und verfahrensrechtlicher Gesetze. Aus dem Privatrecht sind dies insbesondere der Verbrauchsgüterkauf, der Reisevertrag und Haustürgeschäfte ebenso wie Fernabsatzverträge. Auch das soziale Mietrecht zählt im weiteren Sinne dazu. Das Bundesarbeitsgericht hat auch den Arbeitsvertrag sowie eine Lehrgangsvereinbarung zwischen Arbeitnehmer und Arbeitgeber als Verbrauchervertrag behandelt. Deshalb ist der Verbraucherschutz auch für das Arbeitsrecht von Bedeutung. Auch für das Insolvenzverfahren und für die Anwendung allgemeiner Geschäftsbedingungen gibt es Vorschriften, die speziell für Verbraucher gelten und diese aufgrund ihrer typischen Lage im Verhältnis zum Unternehmer (§ 14 BGB) schützen. Aus dem Bereich des öffentlichen Rechts ist beispielsweise an das Lebensmittelrecht und an das Arzneimittelrecht zu denken, die auch verbraucherschutzrechtliche Vorschriften enthalten. Dabei handelt es sich jeweils um eigene Rechtsgebiete, die für sich geregelt sind. Hieraus ist ersichtlich, dass „das Verbraucherrecht“ eine sehr heterogen zusammengesetzte Materie ist, die Rechtsnormen aus ganz unterschiedlichen Rechtsgebieten umfasst, welche in verschiedenen Gesetzen stehen und die hier nur unter dem übergreifenden Gesichtspunkt, dass sie alle für „Verbraucher“ gelten, unter diesem Begriff zusammengefasst werden.
Eine neuere Entwicklung ist das transnationale Strafrecht, das im Schrifttum ebenfalls als eine Querschnittsmaterie beschrieben wird. Damit sind „Regelungen in internationalen Verträgen und Übereinkommen erfasst, mit denen Staaten ihre Strafrechtspolitik koordinieren und ihr Recht harmonisieren, ohne die Strafgewalt auf eine supranationale Institution zu übertragen.“ Das damit umrissene Feld ist nicht fest umschrieben, sondern im Fluss befindlich. Es ist abhängig von grenzüberschreitenden Spielräumen und Aktivitäten, die dazu führen, dass strafbare Handlungen infolge der Mobilität der Täter oder von Gütern und Daten in Räumen erfolgen, die sozial gesehen eine Einheit beschreiben, die aber mehreren strafenden Gewalten unterfallen.

## Probleme
Querschnittsmaterien können problematisch sein, weil sich aus der fehlenden umfassenden Zuständigkeit eines Gesetzgebers, der ausführenden Behörden oder der Gerichte Regelungslücken und Zweifel bei der Verantwortlichkeit für den betreffenden Lebensbereich ergeben können.